# De Ring van Petatje
De Ring van Petatje is het 17de stripverhaal van Nero. De eerste negen klassieke avonturen verschenen onder de titel De avonturen van detective Van Zwam. Dit album verscheen onder de definitieve titel De avonturen van Nero & Co die tot het laatste album gebruikt zal worden. De reeks wordt getekend door striptekenaar Marc Sleen. Het Volk publiceerde voorpublicaties tussen 23 februari 1953 en 7 juli 1953.

## Hoofdrollen
- Nero
- Madam Pheip
- Petoetje
- Petatje
- Tante Eusebie
- Pietje de Dood
- Neptunus

## Plot
Petoetje is op weg om Nero in het gesticht te bezoeken, maar hoort een meisje snikken. Het meisje (Petatje) blijkt steenrijk te zijn, maar haar ouders zijn net overleden. Ze krijgt hun volledige erfenis omdat in hun testament staat dat de drager van de zilveren ring met de initialen "P.P." hun ganse fortuin krijgt. Petatje wordt door Petoetje opgevrolijkt, maar haar tante Eusebie jaagt hem weg "omdat Juffrouw Petahlia met geen straatlopers en zeker met geen negers speelt." Tante Eusebie is zelf uit op Petatjes fortuin en ring en stuurt haar om boodschappen te doen zodat het meisje kan overvallen worden door een boef. Deze kidnapping mislukt wanneer Petoetje de bandiet uitschakelt. Petoetje brengt Petatje weer naar huis, maar tante Eusebie probeert Petatje opnieuw om te brengen, ditmaal door haar op een motorfiets te laten rijden met doorgeknipte remmen. Petoetje springt achterop bij Petatje en samen rijden ze door tot in Bouillon. Tante Eusebie stuurt hierop Victor, haar butler, naar Bouillon om hen uit te schakelen. Victor herstelt de motor, maar plaatst er een bom in. Petoetje en Petatje rijden terug naar Vlaanderen, maar worden tegengehouden door de rijkswacht die vinden dat kinderen niet op motors mogen rijden. Ze halen hen van het vehikel af, dat vervolgens ontploft. De kinderen besluiten dan maar te liften, maar worden opgepikt door de bandiet die eerder Petatje probeerde te vermoorden. Door zijn vermomming herkennen ze hem niet. Hij springt uit de auto en laat hen in een ravijn rijden. Ze blijken echter slechts gewond. Petoetje moet in het ziekenhuis blijven, terwijl Petatje met slechts een gebroken been weer naar huis mag.
Inmiddels is Madam Pheip ongerust over het feit dat Petoetje nog niet is teruggekeerd van zijn bezoek aan Nero. Ze besluit naar het gesticht te gaan, waar Nero ontsnapt lijkt te zijn. Hij blijkt echter gewoon geen bezoek te willen ontvangen en geniet van de rust die het gekkenhuis hem biedt om poëzie te schrijven. Er komt een mollige vrouw met vleugeltjes en een harp langs die beweert zijn muze te zijn. Ze inspireert Nero tot prachtige verzen en laat hem zelfs op het gevleugelde paard Pegasus rijden, "symbool van de dichterlijke fantasie". Tijdens zijn vlucht komt Nero bij Petatje terecht. Hij legt uit wie hij is en zijn muze drinkt Petatjes koffie op. Tante Eusebie heeft de drank echter vergiftigd en de Muze verdwijnt ook eensklaps. Nero maakt met Petatje een ritje op Pegasus en keert weer terug naar het gesticht. Tante Eusebie doet een nieuwe poging om Petatje uit de weg te ruimen door haar in de dakgoot een bal te laten halen. Ze stort neer, maar blijft tot razernij van Eusebie aan een vlaggenstok hangen. Nero ontdekt ondertussen dat Tante Eusebie Petatje wou vergiftigen en besluit haar te helpen. Hij roept Pegasus, maar in plaats daarvan komt Pietje de Dood opdagen. De Dood wil Nero meenemen, maar deze protesteert en draagt enkele gedichten voor die Pietje in slaap laten vallen. Nero profiteert van de situatie door Pietjes zeis te vernietigen en smijt de brokstukken door het venster. Ze komen bovenop op de directeur van het gesticht terecht die Nero woedend uit het gesticht laat gooien "omdat hij gek is!" Ook jaagt hij Pietje de Dood buiten omdat bezoekers niet zijn toegelaten.
Nero gaat terstond naar Tante Eusebie en vraagt haar kwaad waarom ze Petatje wil vergiftigen? Hij wordt echter door Victor, de butler, uitgeschakeld en in de kelder opgesloten. Eusebie stuurt meteen Petatje met Victor op reis naar Zwitserland. Nero is inmiddels weer bij bewustzijn gekomen en weet via Pietje de Dood uit de kelder te ontsnappen. Tante Eusebie keert naar de kelder terug met een revolver, maar schrikt zich een ongeluk als ze Pietje ziet. Nero probeert haar te ondervragen, maar wordt lastiggevallen door Pietje die hem opnieuw probeert mee te nemen. Eusebie schiet Nero neer en Pietje verdwijnt omdat ze zijn taak gemakkelijker heeft gemaakt. Nero blijkt echter maar komedie te hebben gespeeld en wanneer zijn muze verschijnt vertelt ze hem waar Petatje is. In Zwitserland probeert Victor Petatje een bergongeluk te laten krijgen, maar ze wordt door Nero op Pegasus van haar val gered. Victor, die via een rotslawine ook naar beneden stort, overleeft zijn val echter niet. Nero en Petatje besluiten per trein terug naar België te keren, maar tijdens een rit in een tunnel ontvoert Tante Eusebie in vermomming Petatje. Nero wordt in het station aangehouden voor horlogesmokkel en belandt in de cel. Daar verschijnt Pietje opnieuw om Nero te halen, maar hij geeft hem twee minuten extra. Nero's muze verschijnt weer, geeft hem een verjongingszalfje waarmee Nero ineens enkele jaren jonger wordt en redt hem met tegenzin uit de cel. Inmiddels heeft Tante Eusebie Petatjes ring afgepakt en haar in een koffer onder de trein gesmeten. Ze heeft zich echter van koffer vergist en Petatje wordt meegenomen door een Belg. Eusebie danst inmiddels van vreugde op straat en laat de ring per ongeluk in een rioolputje vallen. Als ze hem eruit wil halen, arresteert een agent haar. De ring komt uiteindelijk in bezit van een vrouw die hem verkoopt aan een juwelier, die hem tegen een duurdere prijs doorverkoopt aan een Amerikaans koppel. Tijdens een vlucht over de Atlantische Oceaan smijt de vrouw de ring echter overboord waardoor het juweel op de oceaanbodem belandt. Nero komt dit alles via zijn muze te weten en koopt met Petoetje en Petatje een duikboot. Madam Pheip geeft Nero geen toestemming met Petoetje naar de zeebodem te gaan, maar raakt in een ruzie verwikkeld met de muze, waardoor Nero, Petoetje en Petatje kans zien om alsnog te vertrekken.
De duikboot is echter in slechte staat en daalt tot diep op de bodem. Daar worden Nero en co geconfronteerd met allerhande diepzeevissen, een zaagvis, een hamerhaai en reusachtige vissen. Nero wil zich wreken op de vissen die hun duikboot aanvallen en verdwijnt in de buik van een bijzonder grote sprot. Petoetje gaat op zoek naar Nero en komt een zeemeerman tegen. Ze ontdekken Nero die uit de maag van de sprot weet te ontsnappen en keren terug naar de duikboot. Die is inmiddels al meegenomen door koning Neptunus. Nero, Petoetje en de zeemeerman vernemen dit nieuws via een voorbijzwemmende haring en gaan naar het paleis. Nadat Nero door Hippoliep de poliep (een octopus) werd gevangen en door de zeemeerman bevrijd werd, besluit het drietal per zeepaardje naar het paleis te varen.
Daar heeft Neptunus al Petatje ontdekt. De ring blijkt ingeslikt door Neptunus' zoon en Nero haalt hem weer uit diens keel. Het blijkt echter onmogelijk terug naar de oppervlakte te keren, wat Neptunus wel leuk vindt met het vooruitzicht op "een paar jaartjes" te kunnen kaarten. Madam Pheip en de Muze zijn inmiddels per rubberboot de oceaan op gevaren en proberen Nero en co te lokaliseren door stenen met de boodschap "Nero, zijt gij daar?" aan een touw in het water te laten zakken. De eerste steen komt op Nero's hoofd terecht en de tweede op Neptunus die woedend zijn drietand naar de oppervlakte smijt. De muze wordt hierdoor in haar billen geraakt en smijt het ding kwaad terug naar beneden waar het Neptunus met zijn baard tegen de zeebodem nagelt. Iedereen wordt naar boven opgehaald, behalve Nero die door Neptunus terug naar zijn paleis wordt gebracht om te kaarten. Nero houdt de zeegod echter voor de gek en vlucht in een zeewrak. Daar ontdekt hij dat sommige zeemeerminnen langs de bovenkant vis zijn en aan de onderkant mens. Een van hen rijdt zelfs fiets. Nero leent diens fietspomp en blaast hiermee enkele ballonnen op om naar de oppervlakte te zweven. Daar drijft Nero op zijn ballonnen tot hij Madam Pheip, Petoetje en Petatje in een gummiboot ziet ronddobberen. Ze blijken allen uitgeput van de honger en worden slechts gered door de Muze en Pegasus wanneer Nero weer aan het dichten slaat. Eenmaal thuis worden Nero en co door de pers overvallen en steelt Tante Eusebie in het gewoel Petatjes ring. Nero valt terneergeslagen op de grond en verklaart te willen sterven. Pietje keert terug, maar niet om hem te halen. Hij blijkt Tante Eusebies levensdraad te hebben doorgesneden en geeft Petatje haar ring terug. Zo worden ze allen steenrijk.

## Achtergronden bij het verhaal
- In strook 3 maakt Petatje haar debuut. Ze zou in latere albums door Madam Pheip geadopteerd worden.
- De directeur van het gekkenhuis in strook 32 lijkt zelf ook niet helemaal normaal te zijn. Hij verkleedt zichzelf als Napoleon.
- Nero wordt tijdens het schrijven van zijn poëzie bijgestaan door een muze. Ze beweert "Schiller, Vondel en Pol Van Ostayen te hebben bijgestaan." (strook 38).
- Het paard Pegasus in strook 39 is afkomstig uit de Griekse mythologie.
- Pegasus is volgens Nero "gevaarlijker dan een Dakota." (strook 46)
- Pietje de Dood die in strook 61 voor het eerst opduikt zou in de albums "De Dood van Pietje" (1986-1987) en "Zilveren Tranen" (2002) nogmaals terugkeren in de reeks om Nero te komen halen. In De Ring van Petatje is hij echter goedaardiger dan in de latere albums.
- Het gedicht dat Nero in strook 64 voordraagt is volgens Pietje "schoon (...), maar wel plagiaat van Amaat Dierick."
- Een treinpassagier in strook 115 leest The Economist.
- De vrouw in strook 124-130 spreekt met een Brussels accent, uit de Marollen.
- Madam Pheip vergelijkt Nero in strook 139 met Auguste Piccard.
- De muze ruziet met Madam Pheip dat zij ten minste Homerus kent en Madam Pheip niet. Mevrouw Pheip reageert terug: "Nee, maar ik ken Ockers."
- In strook 141 maakt Nero in de duikboot letterlijk "zes knopen per uur."
- Neptunus duikt weer op. Hij speelde al eerder een rol in het album Het Zeespook (1948).
- Nero roept in strook 173 bij het zien van Neptunus' paleis uit: "Amaai. Dat is gene krot zeg! Waarschijnlijk niet met de Wet De Taeye gebouwd." Dit is een verwijzing naar toenmalig CVP-politicus Alfred de Taeye die in 1948 een wet had uitgevaardigd die voorzag in de bouw van 50.000 nieuwe, goedkope woningen voor de bevolking.
- Het wachtwoord dat in strook 174 gebruikt wordt is: "Gameeuwplatvoetenopzijzwanzer." Of met de nodige spaties: "Ga met uw platvoeten opzij, zwanzer." Een "zwanzer" is een Vlaams dialectwoord voor "onzinverkoper", "onnozelaar".
- Neptunus denkt in strook 175 dat de duikboot een sigaar is en verklaart: "Churchill heeft er nooit zo één gerookt."
- In dit verhaal komen vele absurde ideeën voor, maar in strook 214 blijkt Nero zelfs in staat onder water met een fietspomp ballonnen op te pompen, ondanks het gebrek aan lucht daar. Ook de ruimte binnenin de duikboot blijkt groter dan van buiten af bekeken.
- In strook 222 wordt Nero geïnterviewd door een bende journalisten. Een van hen vraagt hem of hij voor hen "een serie artikelen wil schrijven voor "Het Zondagsblad"? Dit was de zondageditie van "Het Volk", de krant waar Sleen in publiceerde. Een andere merkt over Nero's duikexpeditie op: "Piccard en Bombard hebben er gelegen." Auguste Piccard was een beroemd Zwitsers wetenschapper die met zijn bathyscaaf naar de bodem van de oceaan gedoken was. Alain Bombard was een Frans wetenschapper die in 1953 2 maanden lang in een rubberboot op de oceaan wist te overleven.
- Er wordt een leuke zelfreflexieve grap gemaakt in strook 224. Wanneer Nero wil sterven merkt Madam Pheip op dat het verhaal toch een happy end moet hebben?